# Cymodocea nodosa
Cymodocea nodosa är en enhjärtbladig växtart som först beskrevs av Bernardino da Ucria, och fick sitt nu gällande namn av Paul Friedrich August Ascherson. Cymodocea nodosa ingår i släktet Cymodocea och familjen Cymodoceaceae. IUCN kategoriserar arten globalt som livskraftig. Inga underarter finns listade.

## Bildgalleri

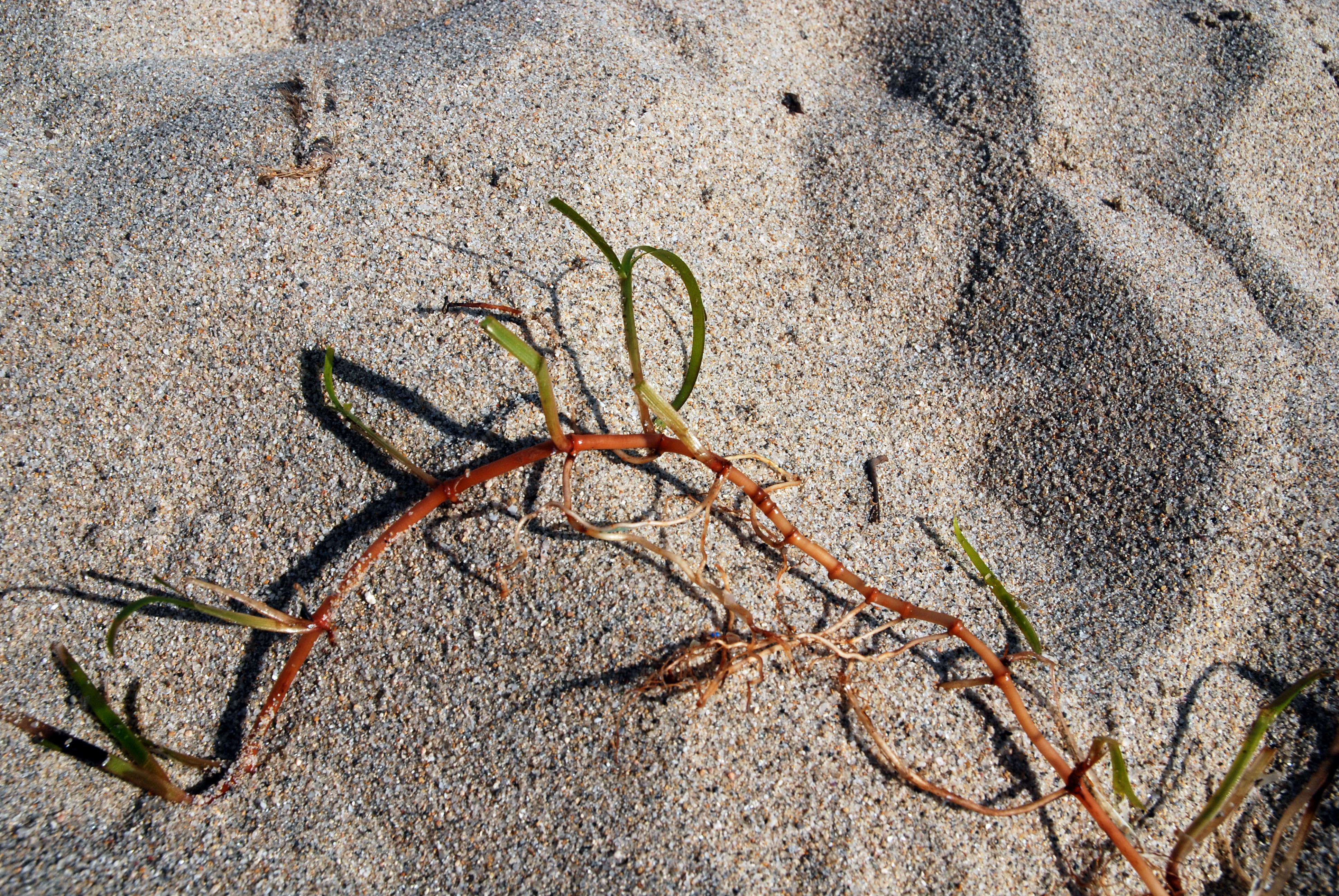